# Cécile est morte (roman)
Pour les articles homonymes, voir Cécile est morte.
Cécile est morte est un roman policier de Georges Simenon publié en 1942 dans le recueil Maigret revient ; il fait partie de la série des Maigret.
Simenon achève l'écriture de ce roman en décembre 1940.
À travers une enquête difficile et touffue, le roman fait découvrir, grâce à des monologues intérieurs, les méthodes du commissaire Maigret et sa façon de s’identifier aux personnages dont il doit s’occuper. L’enquête se déroule entre le 7 et le 11 octobre.
L'action du roman se déroule entièrement à Paris et à Bourg-la-Reine. Depuis quelques mois, une jeune fille prénommée Cécile vient régulièrement à la Police judiciaire pour se plaindre de visites nocturnes dans son appartement de la banlieue sud qu'elle occupe avec sa tante la veuve Boynet, une femme âgée et impotente.
Malgré la surveillance mise en place par le commissaire Maigret autour de l'immeuble de Cécile par ses inspecteurs, rien de suspect n'est découvert.
Or, une dernière fois, Cécile vient voir le commissaire Maigret au quai des Orfèvres, mais celui-ci ne peut pas la recevoir tout de suite et lorsque enfin, il est disponible, il s'aperçoit que la jeune fille a disparu. Elle lui a laissé un mot : « Un drame affreux a eu lieu cette nuit. » Maigret se rend à Bourg-la-Reine et découvre que la tante Boynet a été étranglée. Quant à Cécile, on retrouve son corps dans le placard aux balais qui se trouve dans le couloir qui sépare les locaux de la PJ de ceux du Palais de Justice. Cécile a été étranglée.

## Résumé
Alors qu'il est préoccupé par la surveillance d'un de groupe de malfaiteurs, Maigret reçoit, depuis six mois, à son bureau de la police judiciaire la visite de Cécile Pardon ; cette jeune fille a constaté que des objets changent parfois de place pendant la nuit dans l'appartement qu'elle occupe avec sa tante veuve et infirme, Juliette Boynet, à Bourg-la-Reine. 
La maison a été surveillée, mais rien de suspect n'a été découvert. Le 7 octobre, Cécile attend de nouveau que Maigret veuille bien la recevoir. Lorsque celui-ci peut enfin s'occuper d'elle, la jeune femme a disparu, laissant au commissaire un message selon lequel « un drame affreux » a eu lieu. Maigret se rend à Bourg-la-Reine et découvre la vieille Juliette Boynet étranglée sur son lit. Cécile sera retrouvée le même jour, étranglée elle aussi, mais dans un placard situé dans un couloir de la police judiciaire, non loin du bureau du commissaire Maigret. Ce dernier apprend que Cécile vivait très pauvrement chez sa tante qui la traitait en servante. Se renseignant sur les locataires de l'immeuble de Bourg-la-Reine, Maigret a l'attention attirée par Dandurand, plus connu dans le milieu sous le nom de M. Charles. Cet ancien avoué aux mœurs douteuses s'occupe en fait de la gestion de plusieurs maisons de débauche dont Juliette Boynet était la propriétaire. C'est lui qui, la nuit, alors que Cécile dormait, venait discuter des « affaires » avec Juliette, ce qui explique les déplacements d'objets qui intriguaient Cécile. 
Maigret s'intéresse également au frère de Cécile, le jeune Gérard, qui ne parvient pas à trouver du travail. Fouillant le passé de Juliette, Maigret découvre que Dandurand a été son amant et a empoisonné Boynet, avec la complicité de Juliette pour laquelle il était devenu un époux gênant. Peu à peu, l'intrigue se dénoue. La nuit du crime, Cécile a surpris une rencontre nocturne entre sa tante et Dandurand ; elle a ainsi appris que sa tante était très riche, qu'elle l'avait toujours trompée et exploitée ; elle lui a demandé de l'argent pour son frère, dont la situation était désespérée ; Juliette refusant, elle l'a tuée froidement en serrant ses deux mains autour du cou de la vieille dame. Le lendemain matin, elle venait avouer son crime à Maigret, mais Dandurand, qui avait entendu la scène de la nuit, l'avait suivie et tuée, craignant qu'elle ne révèle l'empoisonnement de Boynet, dont elle aurait pu avoir trouvé trace dans les papiers de sa tante.
Maigret interroge les résidents de l'immeuble où habitaient les deux femmes, y compris un étrange voisin bien connu de la police, Charles Dandurand. Celui-ci finit par avouer au commissaire que la vieille Boynet était en affaires avec lui, et que, pour le recevoir à l'insu de Cécile, elle versait dans la tasse de celle-ci un soporifique.

## Personnages principaux
- Jules Maigret, commissaire de police, « patron » de la PJ parisienne.
- Cécile Pardon, la victime. Sans profession, célibataire, 28 ans.
- Juliette Boynet, tante de Cécile, la cinquantaine, seconde victime.
- Gérard Pardon, frère de Cécile, sans profession.
- Charles Dandurand, conseiller de Juliette, 50 ans.

## Éditions
- Prépublication en feuilleton dans le quotidien Paris-Soir, n° 243-287, du 18 février au 5 avril 1941 avec des illustrations de Jean Tronquet
- Édition originale : Gallimard, 1942
- Tout Simenon, tome 23, Omnibus, 2003  (ISBN 978-2-258-06108-8)
- Folio Policier, n° 557, 2009  (ISBN 978-2-07-039957-4)
- Tout Maigret, tome 3, Omnibus,  2019  (ISBN 978-2-258-15044-7)

## Adaptations

### Analyse et commentaire
Ce roman connaît deux particularités : il est le roman de Georges Simenon (avec Le Chien jaune) qui aura connu la plus rapide adaptation au cinéma (moins d'un an) dans un film homonyme : Cécile est morte réalisé en 1943 par Maurice Tourneur avec Albert Préjean et sorti en France en 1944 ; et il est le sujet de la première adaptation de la série des Maigret avec Jean Richard, (réalisation Claude Barma en 1967).

### Autres adaptations

#### Cinéma
- Maigret dirige l'enquête, film français de Stany Cordier sorti en 1956

#### Télévision
- Poor Cecile !, téléfilm anglais de Michael Hayes, avec Rupert Davies, diffusé en 1963.
- Un'ombra su Maigret, téléfilm italien de Mario Landi, avec Gino Cervi, diffusé en 1964.
- Cécile est morte, téléfilm français de Claude Barma avec Jean Richard, diffusé en 1967.
- Сесиль умерла [1], téléfilm soviétique réalisé par Viatcheslav Vladimirovitch Brovkine (ru) avec Boris Tenine dans le rôle du commissaire Maigret diffusé à partir du 28 décembre 1969.
- Cécile est morte, téléfilm français de Denys de la Patellière, avec Bruno Cremer, diffusé en 1994.

## Source
- Maurice Piron, Michel Lemoine, L'Univers de Simenon, guide des romans et nouvelles (1931-1972) de Georges Simenon, Presses de la Cité, 1983, p. 292-293  (ISBN 978-2-258-01152-6)